# Veliki Beregi (gemeente)
Veliki Beregi (Oekraïens: Великі Береги, Hongaars: Nagybereg) is een plaats en gemeente in Oekraïne. Het is gelegen in de oblast Transkarpatië in het rajon Berehove.
De gemeente bestaat naast de hoofdplaats uit de volgende kernen:
| Naam                      | Naam          | Naam                              | Naam         | Naam        | Naam  |
| Oekraïens getranscribeerd | Oekraïens     | Russisch                          | Slowaaks     | Hongaars    | Duits |
| ------------------------- | ------------- | --------------------------------- | ------------ | ----------- | ----- |
| Berehujfalu               | Берегуйфалу   | Берегуйфалу (Beregujfalu)         | Nové Selo    | Beregújfalu | -     |
| Kwassowo                  | Квасово       | Квасово                           | Kvasovo      | Kovászó     | -     |
| Nyschni Remety            | Нижні Ремети  | Нижние Реметы (Nischnije Remety)  | Nižní Remety | Alsóremete  | -     |
| Werchni Remety            | Верхні Ремети | Верхние Реметы (Werchnije Remety) | Vyšní Remety | Felsőremete | -     |